# 禤泳倫
禤泳倫（英語：Ring Hun，1994年2月11日—），澳門歌手，憑著極具辨識度的聲音於2010年7月澳門正式出道，出道作品有《活到幾歲才能驕傲》、《秒針停了》及《是你的錯》等，在2014年加入澳門演藝人協會，成為理事之一。於2013年由澳門廣播電視有限公司舉辦的《第十一屆澳廣視至愛新聽力》榮獲飛躍表現獎。

## 歌曲
- 抹茶 (唱：禤泳倫 曲/編：潘君堡@Chessman 詞：龍世傑@Chessman)[4]
- 毛蟲物語 (唱：禤泳倫 曲：Olivia Lei@Chessman 詞：龍世傑@Chessman 編/監：潘君保@Chessman & 張家豪)
- 明日雨 (唱：禤泳倫 主唱：𧝁泳倫 曲：程文政  詞：程文政 編/監 :潘君堡/Joel Alves/吳啟豪)
- 活到幾歲才能驕傲 (唱：禤泳倫曲：Frog 詞：Frog 編：Gary.H@crossline / Frog)
- 秒針停了 (唱：禤泳倫)
- 是你的錯 (唱：禤泳倫)
- 把戲 (唱：禤泳倫)

## 歌曲MV演出
- 陳倚俐《抹黑》[5]
- 禤泳倫《抹茶》[6]

## 獎項
- 2011 第九屆澳廣視至愛新聽力- 至愛歌曲獎《是你的錯》[7]
- 2013 第十一屆澳廣視至愛新聽力- 飛躍表現獎

## 舞台劇
- 2015《芝麻高高歌劇團IV - 西門奇俠傳》[8]
- 2016《芝麻高高歌劇團V – 娛樂之王》[9][10]